# Shabu-shabu
El shabu-shabu (しゃぶしゃぶ) és una variant japonesa de la fondue xinesa, propera al sukiyaki. El seu nom prové de l'onomatopeia japonesa corresponent al soroll de la carn submergida al brou calent.

## Preparació
El shabu-shabu tradicional utilitza només fins talls de bou, però de vegades es fa servir també porc, sobretot al sud de Kyūshū. La carn és acompanyada de tofu i de verdures com la col xinesa i els bolets xiitake tallats fins. Alguns hi afegeixen udon.
Els restaurants especialitzats utilitzen un brou de bou i de verdures, però també és normal brou d'algues kombu.
El recipient tradicional és una olla (nabe) de terra cuita, instal·lat al mig de la taula, o senzillament una gran cassola posada sobre un petit forn o un aparell elèctric, i així es troba en alguns restaurants.
Els ingredients són submergits al brou en ebullició a continuació remullats amb dues salses fredes. L'una, el gomadare, perfumada al sèsam, s'obté barrejant la salsa de soia amb sèsam finament triturat. L'altre, el ponzu, és una barreja de suc de yuzu o de taronja amarga amb salsa de soia.

## Història
El shabu-shabu és d'origen mongol, variant de la fondue mongola. Es tracta d'una recepta pequinesa de l'època de la Dinastia Yuan, quan la Xina estava sota el jou de l'imperi mongol, el shuan yangrou (xinès: 涮羊肉, pinyin: shuàn yángròu, «carn de be remullada en aigua bullent»), utilitzant talls fins de be.
L'any 1952, un restaurant d'Osaka, el Suehiro, va importar aquest plat adaptant-la al gust japonès. El be no és molt corrent al Japó, va ser doncs reemplaçat pel bou, molt apreciat pels japonesos, sobretot el de Kobe.
Tres anys més tard, un restaurant de Tòquio, el Zakuro, es va posar a servir el shabu-shabu. Ràpidament, aquest plat va esdevenir popular a tot el Japó.